# Prosopodonta deplanata
Prosopodonta deplanata is een keversoort uit de familie van de bladkevers (Chrysomelidae). De wetenschappelijke naam van de soort werd in 1927 gepubliceerd door Erich Leo Ludwig Uhmann.